# 아무르판
아무르판(Amurian Plate)은 한반도, 만주, 프리모르스키 지방, 서일본에 걸쳐있는 판이다. 한 때 유라시아판의 일부로 알려져 있던 아무르 판은 이제 독립적 판으로 간주된다. 아무르판은 아무르강의 이름을 따 이름이 아무르 판으로 되었다.
이 판은 1981년 Zonenshain과 Savostin에 의해 그 존재가 처음 제시되었다. 북쪽, 서쪽, 남서쪽은 유라시아판으로 둘러싸여 있다. 바이칼 지구대가 아무르판과 유라시아판의 경계로 추정된다. 동쪽은 오호츠크판, 남동쪽은 오키나와판, 양쯔판, 필리핀해판과 접한다. 탕산 대지진과 관련되어 있을 가능성이 있으며, GPS 측량에 의하면 아무르판은 천천히 시계 반대 방향으로 회전하고 있다. 옹진 반도 일부를 제외한 한반도의 대부분과, 규슈 남부 일부를 제외한 서일본의 대부분을 포함하고 있다.

## 판의 경계
북쪽에서는 스타노보이산맥과 바이칼 지구대로, 동쪽에서는 북아메리카판의 하위 판인 오호츠크판과 동해 동연 변동대로 경계를 이루고 있다. 남동쪽에서는 필리핀해판이 난카이 해곡을 통해 섭입하고 있다. 현재까지 아무르판의 북부와 동부 경계는 판의 경계에서 흔히 나타나는 지진을 볼 때 뚜렷한 편이나 남서부 경계는 모호하다.

### 서해
아무르판의 경계는 불분명하지만, 몇몇 논문에서는 아무르판의 서쪽 경계가 서해를 남북으로 지나고 있다라고 언급하고 있다. 그 경계는 열개(Rift) 경계로 간주되고 있다.

## 같이 보기
- 북중국 강괴

## 참고
- Dongping Wei and Tetsuzo Seno. 1998. Determination of the Amurian Plate Motion. Mantle Dynamics and Plate Interactions in East Asia, Geodynamics Series. v.27, edited by M. F. J. Flower et al., 419p, AGU, Washington D.C. (abstract)
- EBS 원더풀 사이언스 97회 지진, 흔들리는 한반도